# Dialineura henanensis
Dialineura henanensis är en tvåvingeart som beskrevs av Yang 1999. Dialineura henanensis ingår i släktet Dialineura och familjen stilettflugor.
Artens utbredningsområde är Henan (Kina). Inga underarter finns listade i Catalogue of Life.